# Lux Pascal
Lux Balmaceda Pascal, född 4 juni 1992 i Orange County i Kalifornien, är en amerikansk-chilensk skådespelare och transaktivist. Hon är syster till Pedro Pascal.

## Biografi

### Uppväxt
Pascal föddes i Orange County i Kalifornien som Lucas Balmaceda. Hennes mor Verónica Pascal Ureta var barnpsykolog och hennes far José Balmaceda Riera var fertilitetsläkare. Hennes farmor föddes på Palma de Mallorca. Hon har tre äldre syskon som heter Javiera, Nicolás och Pedro Pascal. Pascals mor var kusin till ledaren av Movimiento de Izquierda Revolucionaria, Andrés Pascal Allende.
Pascals familj fick politisk asyl i Danmark på grund av militärdiktaturen i Chile. Familjen flyttade senare till San Antonio i Texas och senare Orange County i Kalifornien där hon föddes. När hon var tre år gammal flyttade hon med sina föräldrar och sin ena bror till Santiago i Chile. 2010 började hon studera teater på Pontificia Universidad Católica de Chile. 2023 examinerades hon från Juilliard School i skådespel.
Februari 2021 annonserade Pascal att hon kom ut som transkvinna och ändrade sitt namn.

### Karriär
Pascal gjorde sin scendebut 2014, under sitt fjärde år som teaterstuderande i en uppsättning av Pablo Rotemberg's pjäs La noche obstinada. Hon gjorde samma år sin TV-debut i den chilenska serien Los 80. 2017 fick hon sin första internationella roll i Netflixserien Narcos där även hennes bror Pedro Pascal medverkade.

## Privatliv
Pascal har varit i ett förhållande med skådespelaren José Antonio Raffo sedan 2011.

## Filmografi

### Film
| År   | Titel                    | Roll                             | Notering |
| ---- | ------------------------ | -------------------------------- | -------- |
| 2011 | Baby Shower              | Unión del conocimiento universal |          |
| 2016 | Poesía sin fin           | Boy                              |          |
| 2016 | Con Amor                 | Boy                              | Kortfilm |
| 2016 | Prueba de Actitud        | Benjamin                         |          |
| 2018 | Vidas Recicladas         | Henry                            |          |
| 2019 | No quiero ser tu hermano | Nacho                            |          |
| 2019 | Ella es Cristina         | Nicolás                          |          |
| 2019 | El príncipe              | Danny El Rucio                   |          |
| 2024 | Bust                     | Ruby                             | Kortfilm |
| 2024 | Miss Carbón              | Carlita                          |          |

### TV
| År        | Titel                           | Roll             | Notering                |
| --------- | ------------------------------- | ---------------- | ----------------------- |
| 2014      | Los 80                          | Axel             | 8 avsnitt               |
| 2015      | Juana Brava                     | Diego            | 11 avsnitt              |
| 2016      | Veinteañero a los 40            | Valentín         | 11 avsnitt              |
| 2017      | Narcos                          | Elias            | 2 avsnitt               |
| 2017      | 12 días que estremecieron Chile | Namnlös karaktär | Avsnitt: "Copa América" |
| 2018      | Santiago Paranormal             | Sig själv        | Avsnitt: "Ouija"        |
| 2019      | Héroes invisibles               | Eric             | 6 avsnitt               |
| 2019-2020 | La jauría                       | Benjamín         | 8 avsnitt               |